# David Binney
David Binney (Miami, 2 agosto 1961) è un musicista statunitense.

## Discografia
- 1989 - Point Game (Owl Records/Mesa-Bluemoon Records)
- 1995 - The Luxury of Guessing (Sledgehammer Blues)
- 1998 - Lan Xang (Mythology Records)
- 2000 - Lan Xang, Hidden Gardens (Naxos Records)
- 2001 - South (ACT Records)
- 2001 - Afinidad (RED Records)
- 2002 - Balance
- 2003 - A Small Madness (insieme a Jeff Hirshfield) (Auand Records)
- 2004 - Welcome to Life (Mythology Records)
- 2005 - Fiestas de Agosto (insieme a Edward Simon) (Red Records)
- 2005 - Bastion of Sanity (Criss Cross Records)
- 2006 - Out of Airplanes (Mythology Records)
- 2006 - Cities and Desire (Criss Cross Records)
- 2007 - Oceanos (Criss Cross Records)
- 2009 - Third Occasion (Mythology Records)
- 2010 - Aliso (Criss Cross Records)
- 2011 - Graylen Epicenter
- 2011 - Barefooted Town (Criss Cross Records)